# Єрмоленко Валерій Михайлович
Вале́рій Миха́йлович Єрмоле́нко (нар. 14 червня 1920 — пом. 25 липня 2006) — український ентомолог, природознавець, фахівець у галузі охорони комах та популяризатор науки. Спеціаліст з пильщиків (Hymenoptera, Symphyta). Лауреат премії ім. Д. К. Заболотного АН УРСР (1975).

## Біографія
Народився 14 червня 1920 року на Сумщині. Навчався в Ірпінській середній школі.
У 1939 році вступив на біологічний факультет Київського державного університету, закінчив його лише у 1947 році. Під час Німецько-радянської війни перебував у евакуації в Татарстані, де викладав біологію в школі.
Після звільнення України, повернувся до Києва. З липня 1944 року обіймав посаду наукового співробітника Зоологічного музею Київського університету.
У 1949-1959 роках працював асистентом кафедри зоології безхребетних біологічного факультету під керівництвом професора О. П. Маркевича.
З 1959 року обіймав посаду старшого наукового співробітника Інституту зоології імені І. І. Шмальгаузена НАН України.
З 1990 по грудень 2004 року — провідний науковий співробітник Інституту зоології імені І. І. Шмальгаузена НАН України.

## Наукова діяльність
Перша наукова публікація В. М. Єрмоленко вийшла в «Працях Зоологічного музею КДУ» в 1950 році.
У 1957 році захистив кандидатську дисертацію по темі «Рогохвости і пильщики Радянських Карпат і Притисенської рівнини».
У 1989 році захистив докторську дисертацію по темі «Тентрединоїдні пильщики фауни СРСР (морфологія, філогенія, зоогеографія, екологія, господарське значення)».
В. М. Єрмоленко був учасником численних зоологічних і ентомологічних експедицій на території усього колишнього СРСР від Кольського віострова до Курильських островів. Проводив постійні екскурсійні ентомологічні обстеження біотипів у передмістях Києва (Лиса гора у Видубичах, Труханів острів, Феофанія, Голосієво, Святошин, річка Любка тощо).
Як член Національної комісії з питань «Червоної книги України», брав найактивнішу участь у підготовці і публікації «Червоної книги СРСР» (1984) та «Червоної книги України» (1994), де ним було опубліковано близько 100 нарисів щодо перетинчастокрилих та інших комах.

### Види комах, описані Єрмоленком В. М.
У 1960—2001 роках Валерій Михайлович описав як нові для науки 20 видів з 18 родів 5 родин. Серед них (види, описані з території України, позначено кольором):
- Pseudoxiphydria markewitschi Ermolenko, 1960
- Dolerus vernalis Ermolenko, 1964
- Acantholyda angarica Ermolenko, 1969
- Cephus zahaikevitshi Ermolenko, 1971
- Empria rubikola Ermolenko, 1971
- Paramasaakia ajnu Ermolenko, 1971
- Rhadinoceraea sachalinensis Ermolenko, 1971
- Empria loktini Ermolenko, 1973
- Pamphilius alnicola Ermolenko, 1973
- Trichiosoma ushinskii Ermolenko, 1973
- Xiphydria kastsheevi Ermolenko, 1979
- Heterarthrus tauricus Ermolenko, 1984
- Heterarthrus smithi Ermolenko, 1993
- Corynis hosrovicus Ermolenko, 2001

### Праці
В. М. Єрмоленко опублікував понад 200 наукових і науково-популярних робіт, серед яких понад 20 книг. Ним опубліковано два томи по систематиці і біології пильщиків з серії «Фауна України» (1972, 1975 рр.). 
- Єрмоленко В. М. Нотатки натураліста (1962)
- Єрмоленко В. М., Воїнственський М. А. В об'єктиві — жива природа (1968)
- Єрмоленко В. М. Атлас комах-шкідників польових культур. — К.: Урожай, 1984. — 128 с.
- Безхребетні тварини України під охороною Бернської конвенції / За ред. І. В. Загороднюка. − К., 1999. − 60 с. [Архівовано 28 січня 2007 у Wayback Machine.] — (Каталог флори і фауни Бернської конвенції. Вип. IV). ISBN 966-02-1380-8. (В. Єрмоленко - автор 9 розділів).